# Valeriana sichuanica
Valeriana sichuanica là một loài thực vật có hoa trong họ Kim ngân. Loài này được D.Y. Hong miêu tả khoa học đầu tiên năm 1992.